# Antillocoris pilosulus
Antillocoris pilosulus är en insektsart som först beskrevs av Carl Stål 1874.  Antillocoris pilosulus ingår i släktet Antillocoris och familjen Rhyparochromidae. Inga underarter finns listade i Catalogue of Life.